# Mövlud Mirəliyev

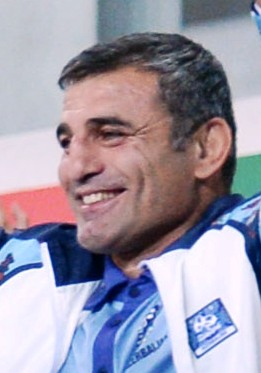
Mövlüd Mirəliyev (2016)

Mövlud Mustafa oğlu Mirəliyev (* 27. Februar 1974 in Kitob, Provinz Qashqadaryo, Usbekische SSR) ist ein ehemaliger aserbaidschanischer Judoka. Er gewann 2008 eine olympische Bronzemedaille.

## Karriere
Der 1,83 m große Mövlud Mirəliyev vom Attila Sports Club in Baku kämpfte im Halbschwergewicht, der Gewichtsklasse bis 100 Kilogramm. Bereits 1997 hatte er beim Weltcup-Turnier in Moskau den zweiten Platz belegt. Sein internationaler Durchbruch gelang ihm allerdings erst bei den Weltmeisterschaften 2003 in Osaka. Im Halbschwergewicht erreichte er das Viertelfinale und unterlag dort dem Italiener Michele Monti, in der Hoffnungsrunde scheiterte er am Weißrussen Ihar Makarau. Drei Tage später unterlag er in der offenen Klasse im Halbfinale gegen den Esten Indrek Pertelson. Den Kampf um eine Bronzemedaille gewann er gegen den Rumänen Gabriel Munteanu.
2004 siegte er beim Weltcup-Turnier in Tiflis. Bei den Olympischen Spielen 2004 in Athen unterlag Mirəliyev in seinem Auftaktkampf gegen den Niederländer Elco van der Geest. In der Hoffnungsrunde bezwang er den Ägypter Bassel El Gharbawy, den Japaner Kōsei Inoue und den Kasachen Asqat Schitkejew. Im Kampf um eine Bronzemedaille unterlag er dem Deutschen Michael Jurack. Drei Monate nach den Olympischen Spielen siegte Mirəliyev vor heimischem Publikum in Baku bei den Militärweltmeisterschaften. 
2006 gewann Mirəliyev seinen einzigen Landesmeistertitel. 2007 belegte er den siebten Platz bei den Europameisterschaften. Drei Wochen später gewann er in Rom sein zweites Weltcup-Turnier. Bei den Weltmeisterschaften 2007 in Rio de Janeiro belegte er den siebten Platz in der offenen Klasse. Zum Abschluss seiner Karriere erreichte er bei den Olympischen Spielen 2008 in Peking das Halbfinale und unterlag dort dem Mongolen Naidangiin Tüwschinbajar. Im Kampf um Bronze bezwang er den Polen Przemysław Matyjaszek.